# Cayo Cesonio Macro Rufiniano
Cayo o Gayo Cesonio Macro Rufiniano  fue un político y militar romano de los siglos II y III perteneciente a la gens Cesonia.

## Familia
Cesonio fue miembro de la gens Cesonia y el primero de su familia (novus homo) en alcanzar el consulado. Estuvo casado con Manilia Lucila, hija o hermana de Tiberio Manilio Fusco, y fue padre de Lucio Cesonio Lucilo Macro Rufiniano.

## Carrera pública
Cesonio nació en la segunda mitad de los años 160. Su familia era probablemente de origen itálico, aunque no se tiene la certeza de si ya tenía el rango senatorial.
Su cursus honorum se inició en el vigintivirato con el cargo de triumvir capitalis y siguió con el tribunado militar, la cuestura, el tribunado de la plebe, una legación en la Bética y la pretura. Alcanzó el consulado, en calidad de suffectus, en el año 197 o 198. Fue gobernador en Acaya, Lusitania, Germania Superior y África; y ejerció diversas curatelas en la península itálica. Durante la campaña persa de Alejandro Severo, fue honrado con el cargo de comes, quizá una prueba del favor imperial.